# Campeonato Argentino de Futebol de 2025 – Segunda Divisão
O Segunda Divisão Argentina de 2025 ou Campeonato Argentino da Segunda Divisão de 2025, também conhecida oficialmente como Campeonato de Primera Nacional de 2025 ou simplesmente como Primera Nacional de 2025, é a 41ª edição da Primera Nacional, competição correspondente à segunda divisão profissional do futebol argentino. A organização da liga está a cargo da Associação do Futebol Argentino e conta com a participação de 36 clubes. A competição começou no dia 6 de fevereiro e tem término previsto para dezembro. A definição dos grupos e a tabela de jogos aconteceu em 20 de dezembro de 2024.
Entre os novos integrantes estão os times promovidos da terceira divisão: o campeão da Primera B de 2024, Colegiales, que disputa o torneio pela primeira vez; o campeão do Torneo Federal A de 2024, Central Norte, de Salta, que retorna à competição após sua única participação em 1986–87; e o Los Andes, vencedor a repescagem entre as duas categorias, que volta à divisão depois de sua última presença na temporada de 2018–19.
O regulamento prevê dois acessos à primeira divisão e quatro rebaixamentos para a terceira divisão (Primera B ou Torneo Federal A), levando em conta o tipo de filiação dos clubes.

## Regulamento

### Fase de grupos
- As 36 equipes são divididas em dois grupos de 18 times cada.[2]
- Os times se enfrentam em turno e returno.[2]
- Os líderes de cada grupo disputam uma final em jogo único (em campo neutro) para decidir o campeão e o primeiro time promovido.[2]

### Torneio Reduzido
- O segundo acesso será definido em um torneio eliminatório (mata-mata) entre os times classificados entre o 2º e o 5º lugar de cada grupo.[2]

### Rebaixamento
- Os dois últimos colocados de cada grupo serão rebaixados à terceira divisão (Primera B ou Torneo Federal A, conforme sua filiação).[3]

### Classificação à Copa Argentina
Os sete melhores de cada grupo e o melhor oitavo colocado se classificam para a Copa Argentina de 2026.

## Participantes
A Primera Nacional de 2025 conta com 36 clubes, sendo:
- 33 times que permaneceram da edição anterior.
- 3 times promovidos das divisões inferiores.

### Promovidos em 2024
- Colegiales (campeão da Primera B)
- Central Norte (campeão do Torneo Federal A)
- Los Andes (vencedor da repescagem)

### Remanescentes de 2024 (em ordem alfabética)
- Agropecuario
- All Boys
- Almagro
- Almirante Brown
- Alvarado
- Arsenal de Sarandí
- Atlanta
- Chacarita Juniors
- Chaco For Ever
- Colón
- Defensores de Belgrano
- Defensores Unidos
- Deportivo Madryn
- Deportivo Maipú
- Deportivo Morón
- Estudiantes de Buenos Aires
- Estudiantes de Río Cuarto
- Ferro Carril Oeste
- Gimnasia y Esgrima de Jujuy
- Gimnasia de Mendoza
- Gimnasia y Tiro de Salta
- Güemes
- Mitre
- Nueva Chicago
- Patronato
- Quilmes
- Racing de Córdoba
- San Martín de Tucumán
- San Miguel
- San Telmo
- Talleres de Remedios de Escalada
- Temperley
- Tristán Suárez

## Tabela

### Classificação do Grupo A
- Atualizado até 10 de agosto de 2025

| #   | Equipe              | PTS | J  | V  | E  | D  | GP | GC | SG  | Classificação |
| --- | ------------------- | --- | -- | -- | -- | -- | -- | -- | --- | ------------- |
| 1º  | Deportivo Madryn    | 43  | 25 | 11 | 10 | 4  | 33 | 21 | 12  |               |
| 2º  | Atlanta             | 42  | 25 | 11 | 9  | 5  | 24 | 17 | 7   |               |
| 3º  | Tristán Suárez      | 39  | 25 | 9  | 12 | 4  | 22 | 16 | 6   |               |
| 4º  | San Martín (T)      | 39  | 24 | 10 | 9  | 5  | 22 | 16 | 6   |               |
| 5º  | San Miguel          | 39  | 25 | 10 | 9  | 6  | 26 | 21 | 5   |               |
| 6º  | Patronato           | 38  | 25 | 10 | 8  | 7  | 28 | 23 | 5   |               |
| 7º  | Gimnasia y Tiro (S) | 36  | 25 | 9  | 9  | 7  | 22 | 15 | 7   |               |
| 8º  | Deportivo Maipú     | 33  | 24 | 8  | 9  | 7  | 23 | 22 | 1   |               |
| 9º  | Los Andes           | 31  | 25 | 8  | 7  | 10 | 25 | 24 | 1   |               |
| 10º | Quilmes             | 30  | 24 | 7  | 9  | 8  | 25 | 24 | 1   |               |
| 11º | Almagro             | 30  | 25 | 7  | 9  | 9  | 20 | 22 | −2  |               |
| 12º | Racing (C)          | 30  | 25 | 7  | 9  | 9  | 29 | 34 | −5  |               |
| 13º | Colegiales          | 30  | 25 | 8  | 6  | 11 | 15 | 21 | −6  |               |
| 14º | All Boys            | 27  | 25 | 5  | 12 | 8  | 19 | 21 | −2  |               |
| 15º | Ferro Carril Oeste  | 27  | 25 | 6  | 9  | 10 | 15 | 25 | −10 |               |
| 16º | Güemes (SdE)        | 26  | 25 | 4  | 14 | 7  | 21 | 26 | −5  |               |
| 17º | Alvarado            | 24  | 24 | 5  | 9  | 10 | 16 | 23 | −7  |               |
| 18º | Arsenal             | 21  | 25 | 4  | 9  | 12 | 24 | 38 | −14 |               |

| Fontes: Soccerway — AFA — ESPN — TyC Sports — Olé — GOAL — Solo Ascenso — Promiedos — Mundo Ascenso |

| Regras para classificação: 1) Pontos, 2) Saldo de gols, 3) Gols marcados, 4) Confronto direto (pontos, saldo, gols marcados), 5) Sorteio. Em caso de empate em pontos na definição de rebaixamento: 2) jogo de desempate. |

### Classificação do Grupo B
- Atualizado até 10 de agosto de 2025

| #   | Equipe                 | PTS | J  | V  | E  | D  | GP | GC | SG  | Classificação |
| --- | ---------------------- | --- | -- | -- | -- | -- | -- | -- | --- | ------------- |
| 1º  | Gimnasia y Esgrima (J) | 46  | 25 | 12 | 10 | 3  | 28 | 12 | 16  |               |
| 2º  | Gimnasia y Esgrima (M) | 46  | 24 | 12 | 10 | 2  | 25 | 11 | 14  |               |
| 3º  | Chacarita Juniors      | 43  | 25 | 12 | 7  | 6  | 32 | 20 | 12  |               |
| 4º  | Chaco For Ever         | 43  | 25 | 13 | 4  | 8  | 28 | 19 | 9   |               |
| 5º  | Temperley              | 42  | 25 | 11 | 9  | 5  | 23 | 17 | 6   |               |
| 6º  | Estudiantes (RC)       | 41  | 25 | 10 | 11 | 4  | 25 | 15 | 10  |               |
| 7º  | Deportivo Morón        | 40  | 24 | 10 | 10 | 4  | 25 | 13 | 12  |               |
| 8º  | Estudiantes (BA)       | 39  | 25 | 11 | 6  | 8  | 26 | 18 | 8   |               |
| 9º  | Nueva Chicago          | 32  | 25 | 8  | 8  | 9  | 23 | 24 | −1  |               |
| 10º | Agropecuario           | 32  | 25 | 8  | 8  | 9  | 28 | 30 | −2  |               |
| 11º | Defensores de Belgrano | 31  | 25 | 7  | 10 | 8  | 19 | 19 | 0   |               |
| 12º | Mitre (SdE)            | 31  | 25 | 8  | 7  | 10 | 17 | 19 | −2  |               |
| 13º | San Telmo              | 31  | 25 | 7  | 10 | 8  | 24 | 29 | −5  |               |
| 14º | Central Norte (S)      | 28  | 25 | 8  | 4  | 13 | 22 | 30 | −8  |               |
| 15º | Colón                  | 27  | 25 | 8  | 3  | 14 | 20 | 31 | −11 |               |
| 16º | Almirante Brown        | 24  | 25 | 5  | 9  | 11 | 20 | 29 | −9  |               |
| 17º | Defensores Unidos      | 15  | 25 | 2  | 9  | 14 | 14 | 42 | −28 |               |
| 18º | Talleres (RdE)         | 11  | 25 | 2  | 5  | 18 | 9  | 30 | −21 |               |

| Fontes: Soccerway — AFA — ESPN — TyC Sports — Olé — GOAL — Solo Ascenso — Promiedos — Mundo Ascenso |

| Regras para classificação: 1) Pontos, 2) Saldo de gols, 3) Gols marcados, 4) Confronto direto (pontos, saldo, gols marcados), 5) Sorteio. Em caso de empate em pontos na definição de rebaixamento: 2) jogo de desempate. |